# Łysanka
Łysanka (niem. Kahle-Berg, Kahleberg) – wzniesienie o wysokości 444 m n.p.m., w południowo-zachodniej Polsce, na Pogórzu Kaczawskim, na Pogórzu Złotoryjskim.
Wzniesienie położone jest w północno-wschodniej części Pogórza Kaczawskiego, w północno-zachodniej części Pogórza Złotoryjskiego, około 2,0 km na południe od Wilkowa i około 3,0 km na północny zachód od Kondratowa, w woj. dolnośląskim.
Dość wyraźne wzniesienie o stromych zboczach, poza północnym, które jest niższe i łagodne. Na północnym wschodzie łączy się z Sosnówką, na północnym zachodzie z Diablakiem.
Wzniesienie o zróżnicowanej budowie geologicznej. Szczyt jest zbudowany z mioceńskiego bazaltu (bazanitu), stanowiącego część dawnego komina wulkanicznego oraz z tufów bazaltowych. Bazalt budujący wzniesienie jest tworzy regularne słupy o średnicy 30–40 cm, grube nieregularne pseudosłupy lub nieregularne bryły. W bazalcie występują bomby oliwinowe. Część tufów bazaltowych uległa wietrzeniu tworząc zwietrzelinę bentonitową. Na północ od neku występują górnokredowe gruboziarniste piaskowce o jasnych barwach oraz margle. Poniżej, na zboczach północno-zachodnich, zachodnich, południowych i wschodnich występują dolnotriasowe (pstry piaskowiec) piaskowce czerwone, przeważnie przykryte glinami zboczowymi i rumoszem skalnym. Jeszcze niżej zalegają permskie (cechsztyńskie) wapienie, dolomity i anhydryty.
Na podłożu bazaltowym rośnie wiele ciekawych roślin, m.in. wawrzynek wilczełyko, przylaszczka, barwinek pospolity, kopytnik pospolity, marzanka wonna.
Teren wokół kamieniołomu jest porośnięty lasem świerkowym i mieszanym z dębem i grabem.
Granice otuliny Parku Krajobrazowego "Chełmy" otaczają wzniesienie od północy, wschodu i południa.
Na zachodnim zboczu wzniesienia znajduje się kamieniołom eksploatowany przez Przedsiębiorstwo Górniczo-Produkcyjne "BAZALT" w Wilkowie.